# Magerstein
Magerstein (italsky Monte Magro) je ledovcový vrchol v pohoří Rieserferner v Jižním Tyrolsku v Itálii. Pohoří Rieserferner bývá někdy přiřazováno v Zillertálským Alpám, v některých pramenech dokonce k Vysokým Taurám se kterými sousedí. V zimě je vrchol velmi oblíbený pro snadnou dostupnost skialpinisty.

## Historie
První výstup provedli 10. července roku 1878 Kirchler, Reuschle a Seyerlein. Výstup absolvovali ze sedla Forcella d'Anterselva (Antolzer Scharte) a potom lezením po severovýchodním hřebeni.

## Poloha
Hora je umístěna mezi údolí Valle di Anterselva (Antholzer Tal) a Valle di Riva (Reinz Tal). Výstupy jsou možné z obou údolí. Z Antreselva (Antolz) se jižní část Magersteinu jeví jako velmi impozantní, s příkrými a mohutnými skalními stěnami. Toto údolí převyšuje až o 2 km. Na druhé straně, severní část je sevřená širokým a v celku mírným ledovcem Vedretta di Ries (Rieserferner).

## Výstup
Výstupy z jihu i severu nejsou nikterak obtížné, ale vždy se jedná o túry s velkým převýšením. Oficiální hodnocení obtížnosti obou cest je stupeň F. Ze severní strany vede výstup po ledovci (nutná ledovcová výzbroj).
Jih
Anterselva di Mezzo - Rif. Vedretta di Ries (4 hod.) - Pizzo delle Vedrette - Monte Magro (2 hod.) - sestup (4 hod.). Celkem 10 hod.
Sever
Riva di Tures - Kasseler Hütte (2 hod.) - Monte Magro (2,5 hod.) - sestup (4 hod.). Celkem 8,30 hod.
Centrální postavení vrcholu na horním konci ledovce Rieserferner zaručuje zajímavý pohled na další vrcholy skupiny Rieserferner. Především pak na vrcholy Hochgall (Collalto) (nejvyšší vrchol skupiny, 3 426 m) a Wildgall (Collaspro) (3 273 m). Za dobrých povětrnostních podmínek jsou dobře vidět i Dolomity.

## Chaty
- Rif.Vedretta di Ries (Riesfernerhütte) (2 790 m)
Nová zděná horská chata. Vlastníkem je CAI. Kapacita 60 míst. Otevřena 15.6. - 1.10. Chata je působivě postavená v ledovcovém kotli.
- Rif. Roma (Hochgalhütte, Kasselerhütte) (2 276 m)
Vlastníkem je CAI sekce Řím. Kapacita 70 míst. Zděná chata leží asi 400 výškových metrů pod ledovcem Riesferner. Využívá se také jako výchozí bod při výstupu na Hochgall.